# Pingvekula
Pingvekula (lat. pinguecula) je žućkasto beličsto okruglo zadebljanje konjunktive koje se javlja  obično u blizini ivice rožnjače. U suštini, to je degenerativna promena, koja najčešće nastaje kod osoba starijih od 35 godine, sa anamnezom hroničnog izlaganja suncu. Najčešće se javlja u predelu otvora kapaka i može se zameniti sa pterigijumom.

## Etiologija
Tačan uzrok bolesti je nepoznat, ali je utvrđeno da se javlja češće kod stanovnika u mediteranskim zemljama u kojima vladaju česti vetrovi i jače je ultravioletno zračenje. Promena se obično javlja kod starijih osoba mada se može javiti i kod mladjih osoba koje su više izložene suncu i vetrovima.

## Klinička slika
Najčešći klinički simptomi pingvekule su:
- Suvo oko
- Osećaj stranog tela u oku
- Lokalizovano crvenilo oka
- Osetljivost na dim, prašinu ili duži rad na kompjuteru

Godinama stoji nepromenjena..

## Dijagnoza
Dijagnoza se postavlja na osnovu anamneze, kliničke slike i oftalmološkog pregleda.

## Terapija
Pingvekula najčešće ne zahteva lečenje osim ako ne izaziva diskomfor. Dovoljno je ukapavanje veštačkih suza da bi se poboljšalo vlaženje oka i nošenje sunčanih naočara radi zaštite od UV zračenja i vetra.
Ukoliko dolazi do čestih iritacija i zapaljenja pingvekule može da se hirurški otstrani. To se pre svega odnosi i na osobe koje nose kontaktne sočiva, jer pingvekula može praviti probleme i tada bi je trebalo hirurški odstraniti.

## Mere prevencije
Ono što svaki pacijent može uraditi da se spreči pojava pingvekula ili da spreči dalje pogoršanje bolesti je:
- Održavanje oka dobro ovlaženog
- Nošenje kvalitetnih naočara za sunce
- Izbegavanje iritacija očiju jakim suncem i vetrom.[1]

## Spoljašnje veze
|  | Molimo Vas, obratite pažnju na važno upozorenje u vezi sa temama iz oblasti medicine (zdravlja). |